# Agneta Block
Agneta (Agnes) Block (Emmerich, 29 oktober 1629 – Amsterdam, 20 april 1704) was een tekenaar, papierkunstenaar, verzamelaar van kunst en botanicus.

## Biografie
Agnes Block werd geboren op 29 oktober 1629 in Emmerich. Ze was de dochter van Ida Rutgers en de lakenhandelaar Arend Block. Haar ouders overleden ergens tussen 1632 en 1646, waarna ze vermoedelijk samen met haar broers en zussen ondergebracht werd bij hun oom David Rutgers in Amsterdam. In 1649 trouwde ze met Hans de Wolff (1613-1670), waarna ze gingen wonen aan de Warmoesstraat. In diezelfde straat woonde Joost van den Vondel - later haar aangetrouwde oom - met wie ze goed bevriend raakte. Dit leidde ertoe dat Vondel een aantal gelegenheidsgedichten voor haar schreef, maar ze kreeg van hem ook zijn portret en een aantal boeken. Het was onder andere Vondel die haar inspireerde om zich bezig te houden met botanie en kunst. Vooral in haar vrije tijd tekende en schilderde ze en bedreef de papierknipkunst. 
Ze verhuisde in 1668 samen met haar man naar een pand aan de Herengracht. In 1670 kwam haar man te overlijden. Op 16 juni van datzelfde jaar schafte ze op een publieke verkoping een hofstede met bijbehorend land bij de Vecht aan, gelegen bij het dorp Nieuwersluis tussen Loenen en Breukelen. Hier legde ze de buitenplaats de Vijverhof aan. Deze buitenplaats omvatte onder andere een boomgaard, moestuin, een vijver, laanbeplanting en een oranjerie. De gebeurtenissen tijdens het Rampjaar 1672 leidde ertoe dat de werkzaamheden vertraging opliepen. In 1674 trouwde ze opnieuw, ditmaal met Sijbrand de Flines (1623-1697).
Op de Vijverhof begon ze zich bezig te houden met de botanie. Ook had ze een verzameling vogels. Ze verzamelde honderden planten van over de hele wereld in de tuin. Veel planten, die ze verkreeg door zaden te ruilen maar ook door complete exemplaren te importeren, waren zeldzaam. Binnen de Republiek der Zeven Verenigde Nederlanden was ze de eerste die een vruchtdragende ananas kweekte. Haar collectie van planten en vogels liet ze door diverse kunstenaars documenteren. Deze documentatie kwam nadien in handen van Valerius Röver. Deze maakte er een catalogus van, waardoor bewaard is gebleven welke planten tot de collectie van Block behoorden. Ze onderhield voor haar tuin onder meer contacten met Jan Commelin en Paul Hermann maar de tuin trok ook buitenlandse gasten, waaronder de Zwitsers medicus Zacharias Conrad von Uffenbach (1683-1734). 
Block wijzigde in de jaren voor haar dood geregeld haar testament. Aangezien ze kinderloos was, waren de mogelijke begunstigden voornamelijk neven en nichten. Ze overleed op 20 april 1704 in het huis van een familielid te Amsterdam. Na haar dood wilde geen van de neven en nichten de Vijverhof kopen, waarna het verkocht werd. Haar collectie raakte verspreid, haar eigen werk raakte verloren en gedurende de achttiende eeuw verdween ook haar tuin. In 1813 werd het huis gesloopt.